# Wrescherode
Wrescherode is een plaats in de Duitse gemeente Bad Gandersheim, deelstaat Nedersaksen, en telde in 2019 585 inwoners.
Het dorp wordt in 1261 als Writtshingerode voor het eerst in een document vermeld.
Wrescherode ligt slechts ruim één kilometer ten zuidoosten van het stadje Bad Gandersheim. De Bundesstraße 64 loopt direct om de noordkant van het dorp heen.

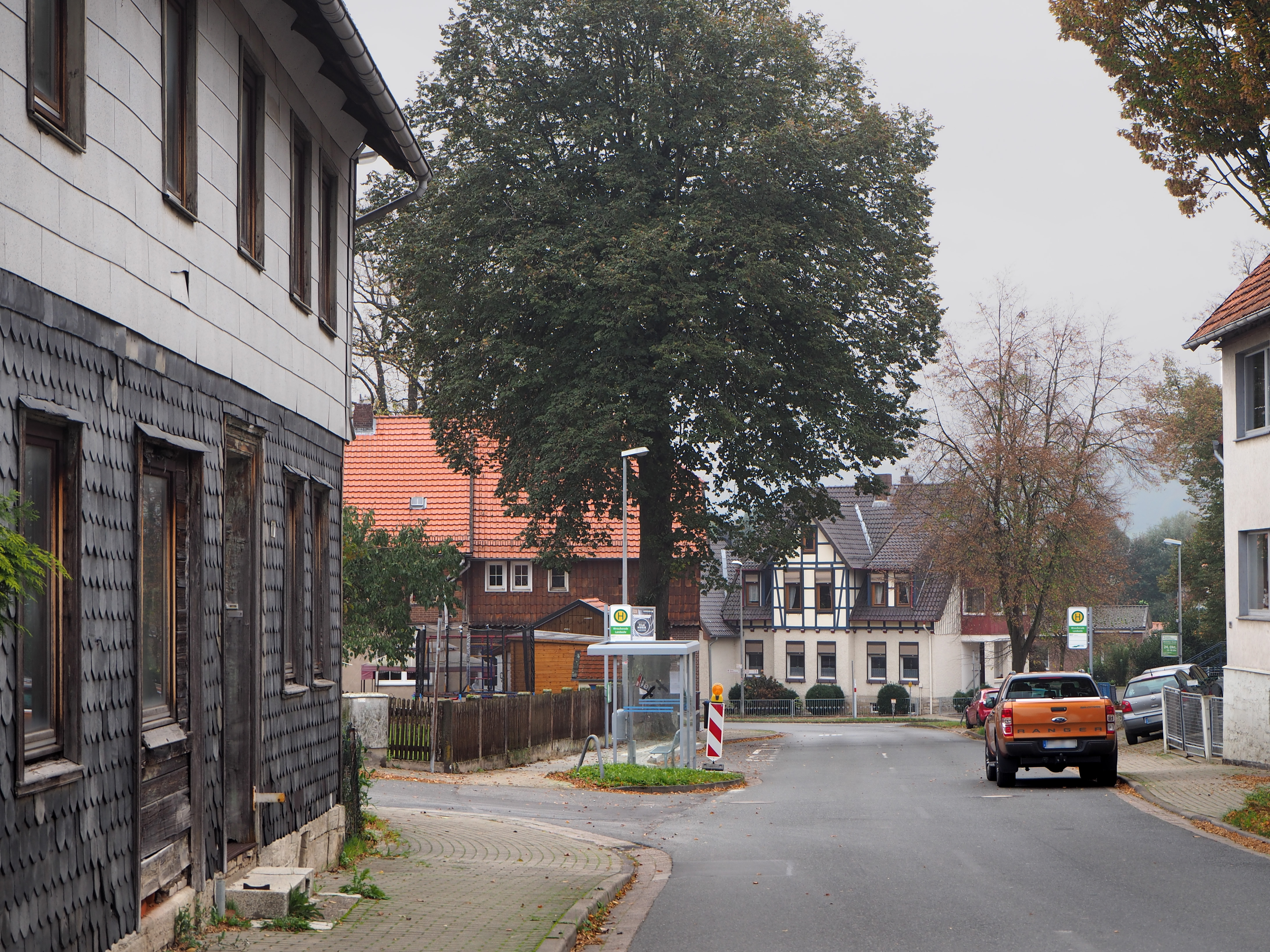
Dorpsgezicht

Zie verder onder: Bad Gandersheim.